# Sam Ichinose
Sam Ichinose, właśc. Samuel Masuo Ichinose (ur. 12 listopada 1907, zm. 24 stycznia 1993) – amerykański menedżer bokserski.
Hawajski menedżer bokserski. Działalność w sporcie rozpoczął w 1929 roku, gdy na Hawajach zalegalizowano walki bokserskie. Przez ponad 50 lat zorganizował 425 walk na całym świecie. Poprowadził Dado Marino do mistrzostwa świata w wadze lekkiej w 1950 roku oraz Bena Villaflora do mistrzostwa w wadze junior lekkiej w 1972 roku. Był związany z większością ważniejszych bokserów hawajskich, w tym z Bobo Olsonem i Andy Ganiganem. W 1982 wycofał się z działalności sportowej.
W 2004 roku został członkiem Międzynarodowej Galerii Sław Boksu.